# Dani Woodward
Dani Woodward  (Livonia, Michigan, 7 de março de 1984) é uma atriz pornográfica norte-americana. Já usou os nomes Danni Woodward, Danni, Dani e Danielle Woodward.

## Biografia
Começou no pornô no ano de 2003 e fez até 2005 um pouco mais de 90 filmes. Realiza cenas mais leves em seus filmes em comparação com outras estrelas novas do pornô americano. Também já fez filmes pornôs para a internet.

## Filmografia parcial
- Barely Legal # 40
- Big Sausage Pizza # 3
- Black And White Passion # 5
- Blow Me Sandwich # 2
- Deep Throat This # 15
- Fine Ass Babes # 4
- Girls Suck
- Jkp Hardcore # 3
- Maximum Thrust # 2
- North Pole # 43
- Peter North's POV # 5
- Porn Fidelity # 1
- Pretty Pussy
- Semen Sippers # 1
- Supersquirt # 2
- Teen Dreams # 5
- Who's Your Daddy? # 2
- Young Sluts, Inc # 14

## Prêmios

### AVN (Adult Video News)
- 2005 - Melhor na categoria "Three-way Sex Scene" - Video - Erotic Stories: Lovers & Cheaters (ao lado de Barrett Blade e Kurt Lockwood)[2]
- 2005 - Indicada - Revelação do ano

### XRCO (X-Rated Critics Organization)
- 2003 - Indicada na categoria "Teen Cream Dream"